# Ehingen (Landschaftsschutzgebiet)
Das Landschaftsschutzgebiet Ehingen ist ein mit Verordnung der Unteren Naturschutzbehörde beim Landratsamt Alb-Donau-Kreis vom 1. Dezember 2006 ausgewiesenes Landschaftsschutzgebiet (LSG-Nummer 4.25.140).

## Lage und Beschreibung
Das 2711,2758 Hektar große Landschaftsschutzgebiet besteht aus 13 Landschaftsteilen westlich der Gemeinde Ehingen. Im Nordosten grenzt das Gebiet an das Landschaftsschutzgebiet Allmendingen. und im Nordwesten grenzt das Gebiet an das Landschaftsschutzgebiet Schelklingen. Im Südwesten grenzt das Gebiet an das Landschaftsschutzgebiet Großes Lautertal. Im Westen grenzt das Gebiet an das Landschaftsschutzgebiet Lauterach. Das Gebiet gehört zu den Naturräumen Hügelland der unteren Riß und Mittlere Flächenalb.
Laut Steckbrief handelt es sich um Teilabschnitte gemeindeübergreifender charakteristischer Landschaftsräume mit wertvollem, reich strukturiertem Landschaftsbild und ökologisch wertvollem Naturhaushalt. Markante Landschaftsformen wie Fluss-, Bach- und Trockentäler sowie Hangbereiche. Lokal, Es sind regional und überregional bedeutsame Erholungsräume.
Teile des Schutzgebiets gehören zum Vogelschutzgebiet Täler der Mittleren Flächenalb.
Die FFH-Gebiete Großes Lautertal und Landgericht, Tiefental und Schmiechtal sowie Donau zwischen Munderkingen und Ulm und nördliche Iller liegen teilweise im LSG.
Die flächenhaften Naturdenkmale Wacholderheide Hohberg, Magerrasen, Wacholderheide Aspen und Feuchtgebiet befinden sich im Landschaftsschutzgebiet.

## Schutzzweck
Laut Schutzgebietsverordnung ist der wesentlicher Schutzzweck
- die durch markante Landschaftsformen wie Fluss-, Bach-, Trockentäler oder Hangbereiche, das reich strukturierte Landschaftsbild und den ökologisch wertvollen Naturhaushalt bedingte Vielfalt, Eigenart und Schönheit zu erhalten;
- die typischen, landschaftsbildprägenden und ökologisch wertvollen Kulturlandschaftselemente wie Feldhecken, Feldgehölze, Feldraine, Steinriegel, Magerrasen, Wacholderheiden, Felsen, Höhlen, Hülen, Ufergehölze, Röhrichte, Hochstaudenfluren, Riedflächen, Feuchtwiesen, Quellen, Wassergräben, Altarme, Wasserflächen mit Verlandungszonen, Streuobstwiesen, Einzelbäumen und Baumgruppen zu erhalten,
- einzelne Landschaftsteile als unverbaute und landschaftsästhetisch wertvolle Erholungsräume mit lokaler, regionaler und überregionaler Bedeutung zu erhalten;
- Teilabschnitte gemeindeübergreifender charakteristischer Landschaftsräume mit wertvollem Landschaftsbild und ökologisch wertvollem Naturhaushalt zu erhalten.